# Đào Thế Tuấn

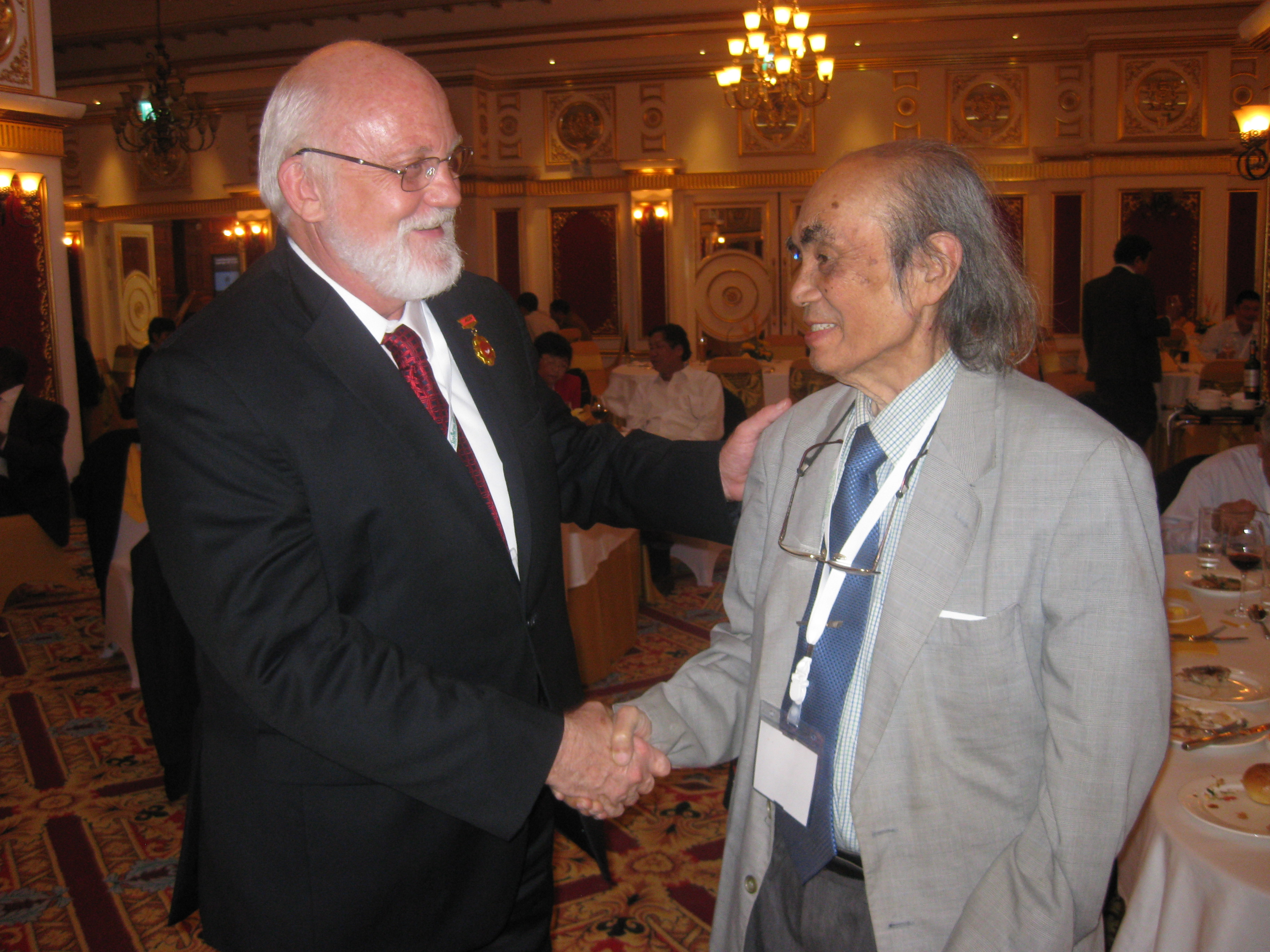
GSVS. Đào Thế Tuấn

Giáo sư, Viện sĩ Đào Thế Tuấn (1931-2011); nhà nghiên cứu đầu ngành về nông nghiệp, nông thôn Việt Nam; là một trong 50 cán bộ đầu tiên được cử đi đào tạo về nông nghiệp và đã bảo vệ thành công luận án Tiến sĩ tại Liên Xô cũ. Ông là con trai cả của cụ Đào Duy Anh, một trong số ít nhân vật Việt Nam được ghi tên vào bộ từ điển Larousse với tư cách là một nhà bách khoa toàn thư của thời hiện đại.

## Thân thế và sự nghiệp
Đào Thế Tuấn sinh ngày 4 tháng 7 năm 1931 tại Huế, nguyên quán ở Khúc Thủy, Thanh Oai, Hà Tây cũ (nay là Hà Nội); sinh ra và lớn lên trong một gia đình trí thức nổi tiếng cả về trí tuệ và tinh thần yêu nước; Mẹ là cụ bà Trần Như Mân một nhà giáo và hoạt động xã hội, Cha là cụ Đào Duy Anh, nhà sử học, địa lý, nhà từ điển học, nhà nghiên cứu văn hóa, tôn giáo, văn học dân gian nổi tiếng của Việt Nam được từ điển Larousse gọi là nhà bách khoa toàn thư của thời hiện đại.
Ông tham gia Việt Minh từ rất sớm, vào Đảng Cộng sản Việt Nam ngày 6 tháng 5 năm 1949 và chuyển chính thức ngày 9 tháng 10 năm 1949.
Năm 1953, học đại học tại Trường Đại học Nông nghiệp Tashkent, Liên Xô. Cuối năm 1958 báo cáo tốt nghiệp của ông được trình bày thẳng để lấy bằng tiến sĩ nông học.
Từ năm 1958 đến năm 1995, công tác giảng dạy và nghiên cứu khoa học tại Học viện Nông Lâm; tiếp đến là Viện Khoa học Nông nghiệp Việt Nam, được phân công làm Phó Viện trưởng rồi Viện trưởng Viện Khoa học Kỹ thuật Nông nghiệp Việt Nam. Tham gia và là Chủ tịch Hội Khoa học Phát triển Nông thôn Việt Nam; Ông là người sáng lập bộ môn Hệ thống nông nghiệp (1989). Ông là tác giả của nhiều công trình nghiên cứu khoa học có giá trị, nhiều bài viết được các báo, tạp chí trong và ngoài nước xuất bản.
Ông qua đời lúc 11h 30 ngày 19 tháng 1 năm 2011 tại Bệnh viện Hữu nghị Hà Nội.

## Quan điểm

### Thực trạng Nông dân Việt Nam
1. Thu nhập còn quá thấp;
2. Giá đất nông nghiệp thấp (tài sản duy nhất của nông dân định giá quá thấp và không được bảo vệ);
3. Ít được hưởng phúc lợi xã hội nhất so với các tầng lớp khác, nhất là về giáo dục, y tế;
4. Sống trong điều kiện môi trường càng ngày càng ô nhiễm;
5. Đã nghèo lại luôn bị nạn hàng giả, hàng kém chất lượng hoành hành;
6. Thương mại không công bằng, người dân luôn bị ép giá;
7. Thiếu các phương tiện, công cụ để giảm, thoát nghèo, như cơ sở hạ tầng nông thôn còn yếu kém, khó tiếp cận vốn, lao động trẻ khỏe xa rời nông nghiệp.[4]

### Quản lý nhà nước
| “              | Có một sự hiểu nhầm rằng, phát triển nông nghiệp và phát triển nông thôn là một, và Chính phủ giao Bộ NN-PTNT lo về phát triển nông thôn. Trên thực tế, Bộ này chưa làm được gì nhiều cả. Ngày trước, việc phát triển nông thôn do Bộ máy bên Đảng làm, có Ban Nông nghiệp TƯ lo tất cả các vấn đề về nông thôn như cải cách ruộng đất, hợp tác hoá, xây dựng nông thôn như thế nào..., được cụ thể trong Chỉ thị 100, Nghị quyết TƯ 10... Bây giờ, đưa nông thôn về Bộ NN-PTNT, trong khi Bộ hầu như chỉ lo phát triển sản xuất và phòng chống thiên tai, mà lẽ ra phòng chống thiên tai là do Bộ Tài nguyên - Môi trường phải làm. Nên mỗi lần có thiên tai, Bộ trưởng Bộ NN-PTTN lại phải chạy khắp các địa phương để chỉ đạo, không có thì giờ để lo phát triển nông thôn. | ” |
| — Đào Thế Tuấn | |   |

### Ruộng đất và lao động
| “              | Việt Nam có sự hiểu nhầm về chuyện phát triển nông nghiệp tốt thì phát triển nông thôn tốt vì nông nghiệp đi lên kéo theo nông thôn phát triển. Thực tế không phải như vậy. Nông nghiệp là ngành sản xuất còn nông thôn là lãnh thổ. Hầu như tất cả các bộ, ngành của ta đều có bộ phận lo về nông thôn, như Giáo dục, Y tế rồi LĐ-TBXH... Vậy tại sao lại giao cho một bộ phụ trách cả công việc lớn như vậy?... Hiện nay, trong phát triển nông thôn có hai vấn đề lớn: ruộng đất và lao động, nhưng Bộ NN-PTNT lại không được quản lý. | ” |
| — Đào Thế Tuấn | |   |

### Tam nông
| “              | Vấn đề nông nghiệp, nông dân và nông thôn nước ta hiện nay, về thực chất, là vấn đề phát triển bền vững. Nếu công cuộc Đổi mới của nước ta dẫn đến một sự phân hoá xã hội quá mức, tăng khoảng cách giữa thành thị và nông thôn thì sự phát triển sẽ không bền vững. Nông nghiệp, nông dân và nông thôn là ba vấn đề khác nhau, song, nếu không cùng được giải quyết một cách đồng bộ thì không thể CNH-HĐH đất nước một cách vững chắc được. | ” |
| — Đào Thế Tuấn | |   |

| “              | Có điều chúng ta mải mê theo học thuyết Mác Lê nin, mà quên đi nhiều học thuyết khác, ví dụ lý luận của nữ tác giả người Thụy Điển Boserup, giải thích các điều kiện để có thể đa canh, đa dạng hóa sản xuất nông nghiệp. Theo học thuyết, dân số là động cơ để người ta phát triển đa dạng hóa các hoạt động sản xuất. | ” |
| — Đào Thế Tuấn | |   |

## Công trình công bố
- Hỗ trợ tổ chức sản xuất nông nghiệp miền Bắc Việt Nam (Nhà xuất bản nông nghiệp, năm 2000)
- Sinh lý ruộng lúa năng suất cao (xuất bản 1970)
- Ứng dụng phương pháp mô hình hoá toán học để xây dựng quy trình kỹ thuật trồng lúa cho cấp huyện
- Công nghệ sản xuất lúa ở ĐB sông Hồng
- Hệ thống nông nghiệp phát triển bền vững [6]

## Đánh giá
| “              | Không còn nữa nhà trí thức tài hoa Đào Thế Tuấn; người yêu nước từ thủa ấu thơ, khi có giặc thì cầm súng bảo vệ tổ quốc, khi hoà bình thì nghiên cứu hạt lúa, củ khoai; người lãnh đạo mà tài sản quý nhất trong nhà chỉ là sách vở. Nhưng còn mãi với chúng ta giọng nói miền Trung sang sảng của giáo sư khẳng khái tranh cãi học thuật; mãi còn đó nụ cười hóm hỉnh, dí dỏm của Giáo sư khi bàn bạc về lẽ đời; nhớ mãi dáng vẻ ngơ ngác, cặm cụi tìm tòi của con người mà trí tuệ và lòng bao dung vượt qua những trăn trở đời thường. Chỉ có tương lai mới cho chúng ta biết đã mất gì khi mất đi Đào Thế Tuấn và cũng chỉ có thời gian mới cho chúng ta biết mình được gì do ông để lại. Vĩnh biệt Giáo sư Đào Thế Tuấn - Con người tuyệt đẹp của một Gia đình tuyệt đẹp. | ” |
| — Đặng Kim Sơn | |   |

| “                  | Có thể nói rằng GS Đào Thế Tuấn là một trong những nhà khoa học nông nghiệp nghiên cứu khá toàn diện nông nghiệp, nông dân, nông thôn. GS đã góp phần xứng đáng vào sự tiến hoá của nông nghiệp nước ta trong suốt quá trình đổi mới vào thể chế thị trường và hội nhập. | ” |
| — TS. Lê Hưng Quốc | |   |

## Phong tặng
- Huân chương Công trạng nông nghiệp và Huân chương cành cọ Hàn lâm của Pháp (1991);
- Viện sĩ Viện Hàn lâm Khoa học Nông nghiệp Liên Xô (1985);
- Giải thưởng quốc tế René Dumont dành cho các nhà nông học các nước đang phát triển (2003);
- Giải thưởng Hồ Chí Minh cho Công trình "Công nghệ sản xuất lúa ở ĐB sông Hồng";[6]
- Anh hùng Lao động (9/2000);
- Huân chương Bắc đẩu bội tinh (Tháng 7/2009, Chính phủ Pháp trao tặng);
- Huân chương Hồ Chí Minh (2002).
- Ngày 2/4/2023, Thành phố Hà Nội đã đặt tên một tuyến đường mang tên Đào Thế Tuấn[7] tại quận Long Biên để tôn vinh những cống hiến của ông!